# Cory Carr
Pour les articles homonymes, voir Carr.
Cory Carr, né le 5 décembre 1975, à Fordyce, en Arkansas, est un joueur américain de basket-ball, ayant la nationalité israélienne depuis 2009. Il évolue au poste d'arrière.

## Palmarès
- Champion d'Israël 2013